# Peter Winnen
Peter Johannes Gertrudis Winnen (Ysselsteyn, 5 september 1957) is een voormalig profwielrenner uit Nederland.

## Loopbaan
Winnen, onderwijzer van beroep, eindigde in 1980 als tweede in de Vredeskoers en nam later dat jaar deel aan de Olympische Spelen in Moskou.
In 1981 debuteerde hij in de Ronde van Frankrijk en baarde opzien met een ritoverwinning naar Alpe d'Huez, een vijfde plaats in het eindklassement en de eerste plaats in het jongerenklassement. Het jaar daarna verbeterde hij zichzelf nog iets met een vierde plaats in de eindrangschikking en opnieuw ritwinst. Zijn beste prestatie leverde Winnen in 1983 toen hij, na aanvankelijk tegenvallend te hebben gereden in de Pyreneeën, sterk terugkwam in de Alpen met opnieuw winst op Alpe d'Huez. Zelfs de eindoverwinning kwam binnen zijn bereik. In de laatste bergrit zette zijn ploeg een aanval in op klassementsleider Laurent Fignon. Deze aanval faalde door een zware val van ploegmaat Johan van der Velde en het sterke rijden in de slotfase van Fignon zelf. Winnen werd dat jaar derde in het eindklassement. Hij zou later verklaren zich nooit echt goed te hebben gevoeld in deze Ronde van Frankrijk, onder andere door een zware bronchitis die hij kort ervoor had opgelopen, een gebrek aan vertrouwen van zijn ploegleider Peter Post, een onprettige sfeer in de ploeg en privéproblemen.
Hierna volgden enkele tegenvallende jaren waarin Winnen niet meer met de beteren mee omhoog kon in de bergen. Door de komst van talentvolle ploeggenoten, zoals Erik Breukink, was er echter weer een rol van betekenis voor hem weggelegd. Vooral als helper, maar ook enkele eervolle plaatsen werden nog behaald. Zo werd hij in 1988 nog negende in zowel de Ronde van Italië als de Ronde van Frankrijk en tweede in de Ronde van Zwitserland in 1987, waar hij op slechts één seconde de eindoverwinning miste.
Winnen was bovenal een klimmer. Toch wist hij in 1990 het Nederlands kampioenschap op de weg te winnen. Na een aanrijding tijdens een training voor de Tour de France stopte hij in 1991 met wielrennen.
In een uitzending van het tv-programma Reporter in januari 2000 gaf Winnen samen met Maarten Ducrot en Steven Rooks toe dat hij tijdens zijn wielerloopbaan doping had gebruikt.
Na zijn actieve wielerloopbaan ging Winnen naar de kunstacademie en publiceerde hij enkele boeken over de wielerwereld, waaronder Van Santander naar Santander in 2000. Ook daarin beschreef hij, hoe hem in 1982 in de ploeg van Walter Godefroot doping werd aangeboden, en ook zijn dopinggebruik in de ploeg met Post als ploegleider. Daarnaast schrijft Winnen regelmatig columns voor kranten en tijdschriften, waaronder NRC Handelsblad.
In december 2005 ging een muziektheaterproductie van zijn hand in première, getiteld Fiets. De voorstelling gaat over de verhouding tussen wielersport, media en commercie. Op 17 juli 2011 besteedde het documentair-historische televisieprogramma Andere Tijden Sport aandacht aan de zege van Winnen tijdens de Ronde van Frankrijk in 1981 met aankomst op Alpe d'Huez. Sinds 2012 worden racefietsen gefabriceerd onder de naam Peter Winnen Cycles. De ontwerpen zijn van Peter en David Winnen.

## Overwinningen
1979
4e etappe Ronde van Luik
1981
17e etappe Ronde van Frankrijk
 Jongerenklassement Ronde van Frankrijk
1982
17e etappe Ronde van Frankrijk
1983
4e etappe Ronde van Zwitserland
17e etappe Ronde van Frankrijk
Ploegenklassement Ronde van Frankrijk (met TI-Raleigh).
1987
7e etappe Ronde van Zwitserland
1988
2e etappe Ronde van Frankrijk (ploegentijdrit)
1990
 Nederlands kampioenschap

## Resultaten in voornaamste wedstrijden
| Jaar | Ronde van Italië | Ronde van Frankrijk | Ronde van Spanje |
| ---- | ---------------- | ------------------- | ---------------- |
| 1981 |                  | 5e (1)              |                  |
| 1982 |                  | 4e (1)              |                  |
| 1983 |                  | ↑ (1)               |                  |
| 1984 |                  | 26e                 |                  |
| 1985 |                  | 15e                 | opgave           |
| 1986 |                  | opgave              | 15e              |
| 1987 | 8e               |                     |                  |
| 1988 | 8e               | 9e (1)              |                  |
| 1989 | 29e              |                     |                  |
| 1990 |                  | opgave              |                  |
| 1991 |                  |                     | opgave           |

| Jaar | Gent-Wevelgem | Amstel Gold Race | Luik-Bast.‑Luik | Ronde van Lombardije | Waalse Pijl | Parijs-Tours |  | WK op de weg |  | Wereldranglijsten |
| ---- | ------------- | ---------------- | --------------- | -------------------- | ----------- | ------------ |  | ------------ |  | ----------------- |
| 1981 | 73e           |                  |                 |                      | 24e         | 73e          |  |              |  | 21e (SPP)         |
| 1982 |               |                  |                 | 35e                  |             | 75e          |  |              |  | 30e (SPP)         |
| 1983 |               |                  |                 |                      |             |              |  | 20e          |  | 14e (SPP)         |
| 1984 |               | 10e              | 35e             |                      | 36e         |              |  |              |  |                   |
| 1985 | 40e           |                  | 52e             |                      | 47e         | 39e          |  |              |  |                   |
| 1986 |               |                  |                 |                      | 45e         |              |  |              |  |                   |
| 1987 |               |                  |                 |                      |             | 80e          |  |              |  | 21e (SPP)         |
| 1988 |               |                  |                 |                      | 41e         |              |  |              |  |                   |
| 1989 |               |                  | 31e             |                      | 32e         |              |  |              |  |                   |
| 1990 |               | 35e              | 11e             |                      | 29e         |              |  |              |  |                   |
| 1991 |               |                  |                 |                      | 76e         |              |  |              |  |                   |

## Trivia
Peter Winnen wist tweemaal de Touretappe naar Alpe d'Huez te winnen. De enige andere renners die deze etappe ook tweemaal wisten te winnen waren Hennie Kuiper (in 1977 en 1978), Joop Zoetemelk (in 1976 en 1979), Gianni Bugno (in 1990 en 1991) en Marco Pantani (in 1995 en 1997). Lance Armstrong won de etappe ook twee keer (in 2001 en 2004), maar deze overwinningen zijn officieel uit de boeken (en de bochten) verwijderd.
In bocht 13 van Alpe d'Huez staat Peter Winnen op het aanduidingsbord als etappewinnaar van de Touretappe van 1983 vermeld. In bocht 15 staat hij vermeld als de winnaar van de etappe in 1981.
Wielerploegen van Peter Winnen
Appeldoorn ·
Bolten ·
Claes ·
Colman ·
De Geest ·
Delcroix ·
Demeyer ·
Dierickx ·
Jacobs ·
Peeters ·
Pevenage ·
de Rooij ·
Van de Poel ·
Van De Wiele ·
Van Roosbroeck ·
Van Sweevelt ·
Verlinden ·
Verschuere ·
Wayenberg ·
Wijnants ·
Willems · 
Winnen
De Keulenaer ·
Hanegraaf ·
van Houwelingen ·
Knetemann ·
Lammerts ·
Lubberding ·
Oosterbosch ·
Peeters ·
Priem · 
Raas · 
de Rooij ·
Singleton ·
van der Velde · 
Veldscholten ·
van Vliet ·
Wainwright ·
Walton ·
Wijnands ·
Winnen
Anderson ·
De Keulenaer ·
de Rooij · 
Kos ·
Lammertink · 
Lammerts · 
Lubberding ·
Nulens ·
Oosterbosch · 
E. Planckaert ·
W. Planckaert · 
Rooks ·
Theunisse ·
Vanderaerden ·
Veldscholten ·
Wekema · 
Winnen
Alberts ·
Anderson ·
Baars ·
De Keulenaer ·
de Rooij · 
Grewal ·
Groenendaal (tot 28/02) ·
Kos ·
Lammertink · 
Lammerts · 
Lippens ·
Lubberding ·
Nulens ·
Oosterbosch · 
E. Planckaert ·
W. Planckaert · 
Rooks ·
Theunisse ·
Vanderaerden ·
Veldscholten ·
Wekema · 
Winnen
Anderson ·
Baars ·
Breukink ·
De Keulenaer ·
de Rooij · 
Giesberts ·
Harings ·
Lammertink · 
Lubberding ·
Millar ·
Nulens ·
Oosterbosch · 
Peiper · 
Planckaert ·
Theunisse ·
D. Vanderaerden ·
E. Vanderaerden ·
van der Velde · 
Van Lancker · 
van Vliet ·
Winnen
Anderson ·
Breukink ·
De Keulenaer ·
de Rooij · 
Harings ·
Hendriks · 
Lubberding ·
Millar ·
Nulens ·
Oosterbosch · 
Peiper · 
Planckaert ·
Talen ·
Thurau ·
Vanderaerden · 
Van Lancker ·
van Loon ·
van Vliet ·
van Wijk ·
Winnen
Breukink ·
Clark ·
de Koning ·
de Rooij · 
Freuler ·
Gavillet ·
Harings ·
Hendriks · 
Imboden (tot 31/07) ·
Lubberding ·
Märki ·
Nulens · 
Peiper · 
Talen ·
Thurau (tot 31/07) ·
Vanderaerden · 
Van Lancker ·
van Loon ·
van Rijen ·
van Vliet ·
van Wijk ·
Wampers ·
Winnen
Breukink ·
Clark (tot 28/02) ·
Cornelisse ·
de Koning ·
de Rooij · 
Dürst ·
Freuler ·
Harings ·
Lubberding ·
Märki ·
Nulens · 
Ottevanger ·
Peiper · 
Rozendal · 
Talen ·
Vanderaerden · 
Van Lancker ·
van Loon ·
van Poppel ·
van Rijen ·
van Vliet ·
Wampers ·
Winnen
Cordes ·
De Keulenaer ·
Fuchs ·
Gänsler ·
Gölz ·
Maassen ·
Mattheus ·
Nijdam ·
Poels ·
Segers ·
Solleveld ·
Tolhoek ·
Vanderaerden ·
E. Van Hooydonck ·
G. Van Hooydonck ·
Veenstra ·
de Vries ·
Winnen ·

van de Meulenhof (stagiair) 
De Clercq ·
De Keulenaer ·
Eijk ·
Goense ·
van der Hulst ·
Kokkelkoren ·
Maassen ·
Mulders ·
Nijdam ·
Poels ·
Rayner ·
Robeet ·
Rooks · 
Segers ·
Solleveld ·
Tolhoek ·
Vanderaerden ·
E. Van Hooydonck ·
G. Van Hooydonck ·

Veenstra ·
de Vries ·
Winnen ·
Zuijderwijk ·
Daelman (stagiair) ·
Remijn (stagiair) ·
Saey (stagiair) 
- Digitale Bibliotheek voor de Nederlandse Letteren: winn004
- Gemeinsame Normdatei: 129885843
- International Standard Name Identifier: 0000 0000 5760 1422
- Library of Congress Control Number: n00104531
- MusicBrainz: 9d342da3-3651-4760-8a51-3565bed88d42
- Nederlandse Thesaurus van Auteursnamen: 071258515
- RKD-Nederlands Instituut voor Kunstgeschiedenis: 211089
- Virtual International Authority File: 79547101
- WorldCat: E39PBJwCYGkV7pFKCThdWCk4bd